# Lista de países por Índice de Desenvolvimento Humano (2004)
Esta é uma lista de países ordenada por Índice de Desenvolvimento Humano, publicada pelas Nações Unidas em 2004, com dados relativos a 2002.

## Elevado desenvolvimento humano
| Pos. | País           | IDH   |
| ---- | -------------- | ----- |
| 1    | Noruega        | 0,944 |
| 2    | Islândia       | 0,942 |
| 3    | Suécia         | 0,941 |
| 4    | Austrália      | 0,939 |
| 5    | Países Baixos  | 0,938 |
| 6    | Bélgica        | 0,937 |
| 7    | Estados Unidos | 0,937 |
| 8    | Canadá         | 0,937 |
| 9    | Japão          | 0,932 |
| 10   | Suíça          | 0,932 |
| 11   | Dinamarca      | 0,930 |
| 12   | Irlanda        | 0,930 |
| 13   | Reino Unido    | 0,930 |
| 14   | Finlândia      | 0,930 |
| 15   | Luxemburgo     | 0,930 |
| 16   | Áustria        | 0,929 |
| 17   | França         | 0,925 |
| 18   | Alemanha       | 0,921 |
| 19   | Espanha        | 0,918 |
| 20   | Nova Zelândia  | 0,917 |
| 21   | Itália         | 0,916 |
| 22   | Israel         | 0,905 |
| 23   | Portugal       | 0,896 |
| 24   | Grécia         | 0,892 |
| 25   | Chipre         | 0,891 |
| 26   | Hong Kong      | 0,889 |
| 27   | Barbados       | 0,888 |
| 28   | Singapura      | 0,884 |

| Pos. | País                   | IDH   |
| ---- | ---------------------- | ----- |
| 29   | Eslovênia              | 0,881 |
| 30   | Coreia do Sul          | 0,872 |
| 31   | Brunei                 | 0,872 |
| 32   | Chéquia                | 0,861 |
| 33   | Malta                  | 0,856 |
| 34   | Argentina              | 0,849 |
| 35   | Polónia                | 0,841 |
| 36   | Seicheles              | 0,840 |
| 37   | Bahrein                | 0,839 |
| 38   | Hungria                | 0,837 |
| 39   | Eslováquia             | 0,836 |
| 40   | Uruguai                | 0,834 |
| 41   | Estónia                | 0,833 |
| 42   | Costa Rica             | 0,832 |
| 43   | Chile                  | 0,831 |
| 44   | Catar                  | 0,826 |
| 45   | Lituânia               | 0,824 |
| 46   | Kuwait                 | 0,820 |
| 47   | Croácia                | 0,818 |
| 48   | Emirados Árabes Unidos | 0,816 |
| 49   | Bahamas                | 0,812 |
| 50   | Letônia                | 0,811 |
| 51   | São Cristóvão e Neves  | 0,808 |
| 52   | Cuba                   | 0,806 |
| 53   | Bielorrússia           | 0,804 |
| 54   | Trinidad e Tobago      | 0,802 |
| 55   | México                 | 0,800 |

## Médio desenvolvimento humano
| Pos. | País                     | IDH   |
| ---- | ------------------------ | ----- |
| 56   | Antígua e Barbuda        | 0,798 |
| 57   | Bulgária                 | 0,795 |
| 58   | Malásia                  | 0,790 |
| 59   | Panamá                   | 0,788 |
| 60   | Macedônia do Norte       | 0,784 |
| 61   | Líbia                    | 0,783 |
| 62   | Ilhas Maurícias          | 0,779 |
| 63   | Rússia                   | 0,779 |
| 64   | Colômbia                 | 0,779 |
| 65   | Brasil                   | 0,775 |
| 66   | Bósnia e Herzegovina     | 0,777 |
| 67   | Belize                   | 0,776 |
| 68   | Dominica                 | 0,776 |
| 69   | Venezuela                | 0,775 |
| 70   | Samoa                    | 0,775 |
| 71   | Arábia Saudita           | 0,775 |
| 72   | Roménia                  | 0,773 |
| 73   | Arábia Saudita           | 0,779 |
| 74   | Tailândia                | 0,768 |
| 75   | Ucrânia                  | 0,766 |
| 76   | Cazaquistão              | 0,765 |
| 77   | Suriname                 | 0,762 |
| 78   | Jamaica                  | 0,757 |
| 79   | Omã                      | 0,755 |
| 80   | São Vicente e Granadinas | 0,755 |
| 81   | Fiji                     | 0,754 |
| 82   | Peru                     | 0,752 |
| 83   | Líbano                   | 0,752 |
| 84   | Paraguai                 | 0,751 |
| 85   | Filipinas                | 0,751 |
| 86   | Maldivas                 | 0,745 |
| 87   | Turquemenistão           | 0,748 |
| 88   | Geórgia                  | 0,746 |
| 89   | Azerbaijão               | 0,744 |
| 90   | Jordânia                 | 0,743 |
| 91   | Tunísia                  | 0,740 |
| 92   | Guiana                   | 0,740 |
| 93   | Granada                  | 0,738 |
| 94   | República Dominicana     | 0,737 |
| 95   | Albânia                  | 0,735 |
| 96   | Turquia                  | 0,734 |
| 97   | Equador                  | 0,731 |
| 98   | Palestina                | 0,731 |

| Pos. | País                | IDH   |
| ---- | ------------------- | ----- |
| 99   | Sri Lanka           | 0,730 |
| 100  | Armênia             | 0,729 |
| 101  | Uzbequistão         | 0,729 |
| 102  | Quirguistão         | 0,727 |
| 103  | Cabo Verde          | 0,727 |
| 104  | China               | 0,721 |
| 105  | El Salvador         | 0,719 |
| 106  | Irão                | 0,719 |
| 107  | Argélia             | 0,704 |
| 108  | Moldávia            | 0,700 |
| 109  | Vietname            | 0,688 |
| 110  | Síria               | 0,685 |
| 111  | África do Sul       | 0,684 |
| 112  | Indonésia           | 0,682 |
| 113  | Tajiquistão         | 0,677 |
| 114  | Bolívia             | 0,672 |
| 115  | Honduras            | 0,667 |
| 116  | Guiné Equatorial    | 0,664 |
| 117  | Mongólia            | 0,661 |
| 118  | Gabão               | 0,653 |
| 119  | Guatemala           | 0,652 |
| 120  | Egito               | 0,648 |
| 121  | Nicarágua           | 0,643 |
| 122  | São Tomé e Príncipe | 0,639 |
| 123  | Ilhas Salomão       | 0,632 |
| 124  | Namíbia             | 0,627 |
| 125  | Botswana            | 0,614 |
| 126  | Marrocos            | 0,606 |
| 127  | Índia               | 0,590 |
| 128  | Vanuatu             | 0,578 |
| 129  | Gana                | 0,567 |
| 130  | Camboja             | 0,556 |
| 131  | Myanmar             | 0,549 |
| 132  | Papua-Nova Guiné    | 0,547 |
| 133  | Essuatíni           | 0,547 |
| 134  | Comores             | 0,528 |
| 135  | Laos                | 0,525 |
| 136  | Butão               | 0,511 |
| 137  | Lesoto              | 0,510 |
| 138  | Sudão               | 0,503 |
| 139  | Bangladesh          | 0,502 |
| 140  | República do Congo  | 0,502 |
| 141  | Togo                | 0,501 |

## Baixo desenvolvimento humano
| Pos. | País       | IDH   |
| ---- | ---------- | ----- |
| 142  | Camarões   | 0,499 |
| 143  | Nepal      | 0,499 |
| 144  | Paquistão  | 0,499 |
| 145  | Zimbabwe   | 0,496 |
| 146  | Quênia     | 0,489 |
| 147  | Uganda     | 0,489 |
| 148  | Iêmen      | 0,470 |
| 149  | Madagáscar | 0,468 |
| 150  | Haiti      | 0,467 |
| 151  | Gâmbia     | 0,463 |
| 152  | Nigéria    | 0,463 |
| 153  | Djibuti    | 0,462 |
| 154  | Mauritânia | 0,454 |
| 155  | Eritreia   | 0,446 |
| 156  | Senegal    | 0,430 |
| 157  | Guiné      | 0,425 |
| 158  | Ruanda     | 0,422 |
| 159  | Benim      | 0,411 |

| Pos. | País                           | IDH   |
| ---- | ------------------------------ | ----- |
| 160  | Tanzânia                       | 0,400 |
| 161  | Costa do Marfim                | 0,396 |
| 162  | Malawi                         | 0,387 |
| 163  | Zâmbia                         | 0,386 |
| 164  | Angola                         | 0,377 |
| 165  | Chade                          | 0,376 |
| 166  | Guiné-Bissau                   | 0,373 |
| 167  | República Democrática do Congo | 0,363 |
| 168  | República Centro-Africana      | 0,363 |
| 169  | Etiópia                        | 0,359 |
| 170  | Moçambique                     | 0,356 |
| 171  | Burundi                        | 0,337 |
| 172  | Mali                           | 0,337 |
| 173  | Burquina Fasso                 | 0,330 |
| 174  | Níger                          | 0,292 |
| 175  | Serra Leoa                     | 0,275 |